# Kerkhof van Eke
Het Kerkhof van Eke is een gemeentelijke begraafplaats in de Franse gemeente Eke in het Noorderdepartement. Het kerkhof ligt in het dorpscentrum rond de Église Saint-Vulmar. Op het kerkhof staat het 17de-eeuwse Klockhuis. Rechts voor de kerk staat een gedenkteken voor de gesneuvelde dorpsgenoten uit de Eerste Wereldoorlog.

## Britse oorlogsgraven
Achter de kerk ligt een perk met 2 Britse en 2 Canadese gesneuvelden uit de Eerste Wereldoorlog. 
Naast de zuidgevel van de kerk ligt een perk met 11 Britse gesneuvelden uit de Tweede Wereldoorlog waarvan er 8 niet geïdentificeerd konden worden. 
De graven worden onderhouden door de Commonwealth War Graves Commission en zijn daar geregistreerd als Eecke Churchyard.